# Gustav-von-Schmoller-Schule Heilbronn

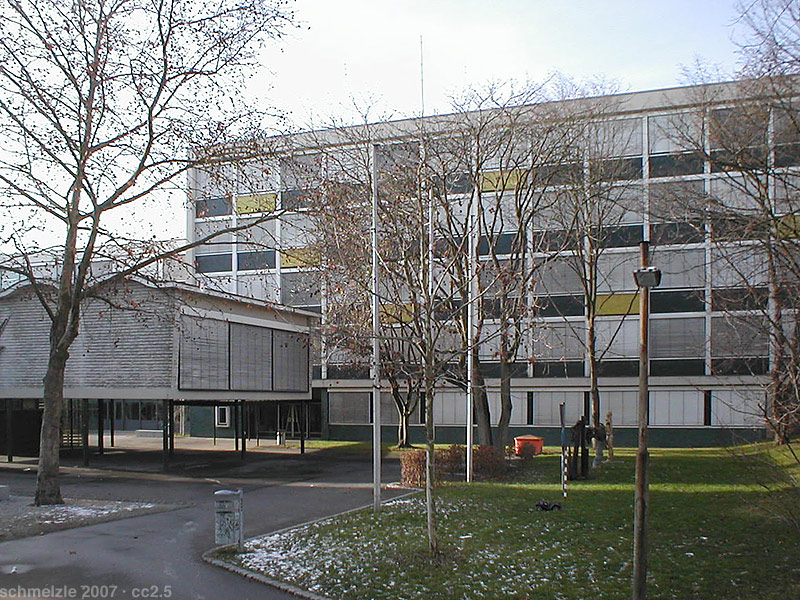
Gustav-von-Schmoller-Schule in Heilbronn

Die Gustav-von-Schmoller-Schule Heilbronn ist eine kaufmännische Schule in Heilbronn mit den Abteilungen Wirtschaftsgymnasium, Berufsfachschule Wirtschaft, Berufskolleg Wirtschaftsinformatik und Kaufmännische Berufsschule. Die nach dem in Heilbronn geborenen Ökonomen Gustav von Schmoller benannte Schule befindet sich in der Frankfurter Straße 63 nahe dem Heilbronner Hauptbahnhof. Der fünfgeschossige Altbau und der Pavillon wurden 1958 fertiggestellt, der Erweiterungsbau mit der markanten blauen Fliesenfassade wurde 2003 eingeweiht. In direkter Nachbarschaft befindet sich seit 1962 die Helene-Lange-Realschule.

## Schulgeschichte
Die Ursprünge der Schule liegen in der Heilbronner Sonntagsgewerbeschule und der 1841 aus dem Stiftungsfonds der Silberwarenfabrik Peter Bruckmann & Söhne gegründeten Zeichen- und Modellierschule, die nach der 1853 erfolgten Bildung einer Kommission über die Organisation und inhaltliche Gliederung der gewerblichen Fortbildungsschule zusammengelegt wurden. Die so entstandene Gewerbliche Fortbildungsschule nahm am 1. September 1854 ihren Unterrichtsbetrieb in Heilbronn auf.
Die Schule befand sich im 19. Jahrhundert zunächst in wechselnden Gebäuden. Ab 1889 war die Schule in der neu erbauten Königlichen Realanstalt (heute Robert-Mayer-Gymnasium), 1899 wurde die Schule zur Städtischen Handelsschule und zog in Räumlichkeiten im Karlsgymnasium (heute Theodor-Heuss-Gymnasium). 1909 wurde der Tagespflichtunterricht für männliche, 1920 der für weibliche Lehrlinge eingeführt. 1924 entstand an der Schule eine zweijährige Handelsvollschule, aus der 1926 die Höhere Handelsschule wurde. 1929 bezog die Schule ein eigenes Schulgebäude an der Gartenstraße 64. In dem Gebäude hatte sich zuvor der Otto Weber Verlag befunden, weshalb das Gebäude auch Webersches Schulgebäude genannt wurde.
Das Gebäude wurde 1939 bis auf die Verwaltungsräume für den Sicherheits- und Hilfsdienst (SHD) beschlagnahmt. Der Unterricht fand daher während des Zweiten Weltkriegs wieder in den Räumen der Robert-Mayer-Oberschule statt. Nach dem Luftangriff auf Heilbronn kam das Schulleben zum Erliegen. In der Nachkriegszeit gab es zunächst die Kaufmännische Berufsschule und die Oberstufe der Höheren Handelsschule, 1950 wurde zudem der Antrag der Stadt Heilbronn auf Gründung einer Wirtschaftsoberschule genehmigt. An der Frankfurter Straße 63 entstand bis 1957 ein Neubau für die Schule. 1967 wurden die Wirtschaftsoberschule zum Wirtschaftsgymnasium und die Höhere Handelsschule zur Berufsfachschule Wirtschaft. 1968 wurde die Kaufmännische Berufsschule in zwei Schulen für Stadt und Kreis Heilbronn geteilt, 1969 endete der Schulzweig der Höheren Handelsschule. Die Schule wurde am 12. April 1973 nach Gustav von Schmoller benannt. Am selben Tag wurden zwei weitere Heilbronner Berufsschulen nach historischen Persönlichkeiten benannt. Die drei Heilbronner Berufsschulen sind damit die ersten Berufsschulen in Baden-Württemberg, die einen Namen erhielten. 2002 wurde ein Berufskolleg Wirtschaftsinformatik eingerichtet, 2003 ein Erweiterungsbau an der Frankfurter Straße eingeweiht.

## Gebäude

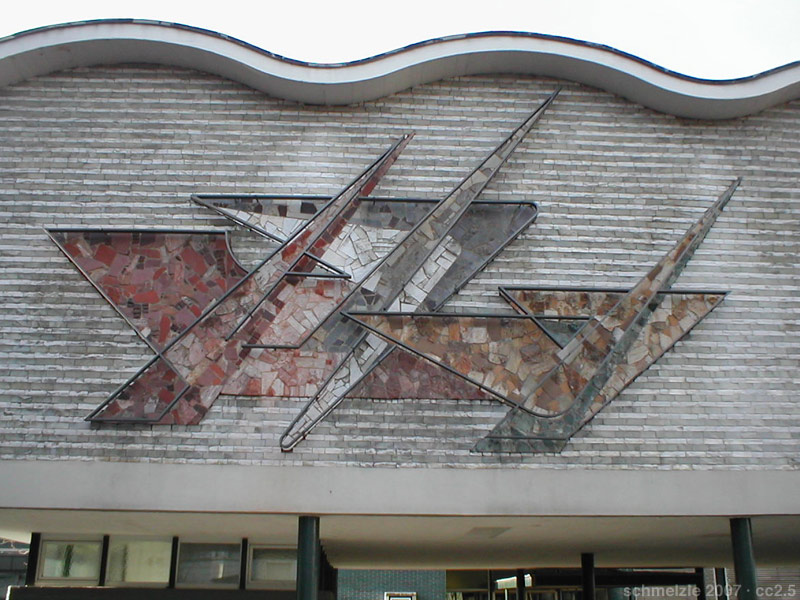
Fassadengestaltung des Pavillons

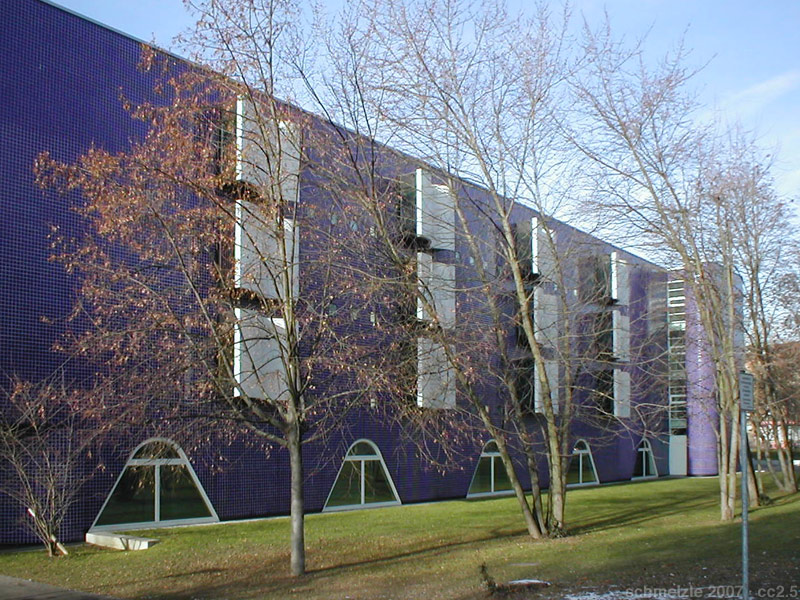
Neubau von 2003 mit Fliesenfassade

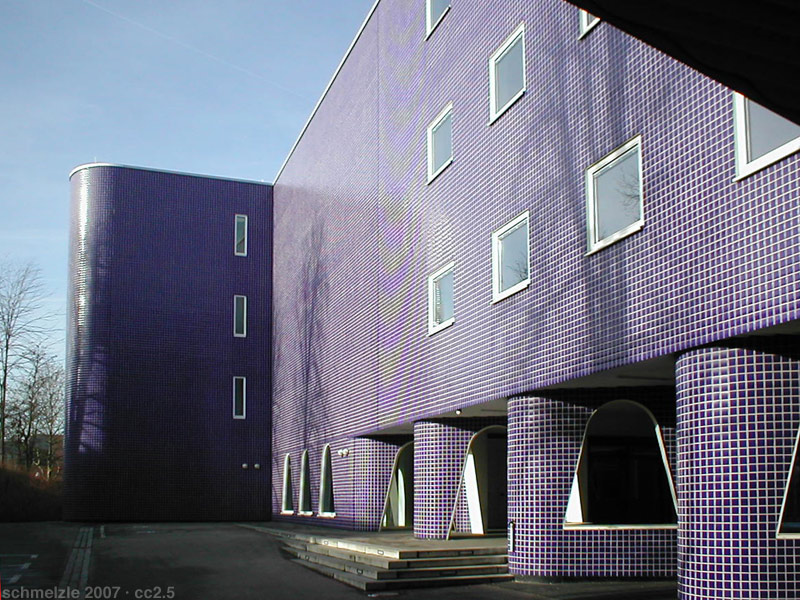
Der Neubau ruht teilweise auch auf Pfeilern

### Altbau und Pavillon von 1957
Die Bauten der 1950er Jahre wurde nach Entwürfen der Architektengemeinschaft Stuber & Erich K. Hess erbaut, Ende 1957 bezogen und am 7. Januar 1958 eingeweiht. Das Hauptgebäude ist ein fünfgeschossiger Hauptbau mit niedrigeren Nebentrakten, vor dem sich ein von Säulen und einem Treppenhausbau getragener Pavillon mit wellenförmigen Dach befindet. Bemerkenswert an der Pavillonfassade zur Weststraße ist das abstrakte Bruchsteinmosaik mit Schmiedeeisenarbeit, ausgeführt von Hans Epple aus Flein. Im Treppenhaus des Altbaus befinden sich Holzreliefs des Bildhauers Gottfried Gruner, die verschiedene Handelswege von und nach Heilbronn symbolisieren sollen.

### Erweiterungsbau von 2003
Der Erweiterungsbau von 2003 von der Architektengemeinschaft Arno Lederer + Jórunn Ragnarsdóttir + Marc Oei fällt aufgrund seiner blauen Fliesenfassade auf. Der Eingang des Neubaus ist bewusst zum bestehenden Pavillon ausgerichtet und analog zu diesem auch teilweise auf Pfeilern gebaut. Die Form des Neubaus greift außerdem die Wellenform des Pavillondaches auf, was sich bis zu geschwungenen Wänden in einem Schülerarbeitsraum und den Fensternischen an der Weststraße fortsetzt.
Der Neubau weist gegenüber der viel befahrenen Weststraße eine in sich geschlossene und kompakte Wand auf, wodurch der Schulbau vor dem Lärm geschützt wird. Ein einheitlicher langer Korridor befindet sich direkt hinter dieser Wand und ermöglicht den Zugang zu den Klassen- und Medienräumen, die entlang des Korridors angeordnet worden sind. Der vertikale Zugang zu diesen Korridoren wird über Treppenhäuser erschlossen, die in gleicher Höhe an die Korridore gebunden sind. Die Treppenhäuser sind besonders auffällig, weil sie nach außen hin abgerundet sind. Der Lichteinfall in den Treppenhäusern ist weniger stark als der Lichteinfall in den Klassenräumen. Dadurch wird der architektonische Gegensatz zwischen Treppenhaus und Schulgebäude unterstrichen.
Die Gustav-von-Schmoller Schule erhielt 2005 die Auszeichnung Guter Bauten.